# St.-Nikolaus-Kirche (Herzlake)

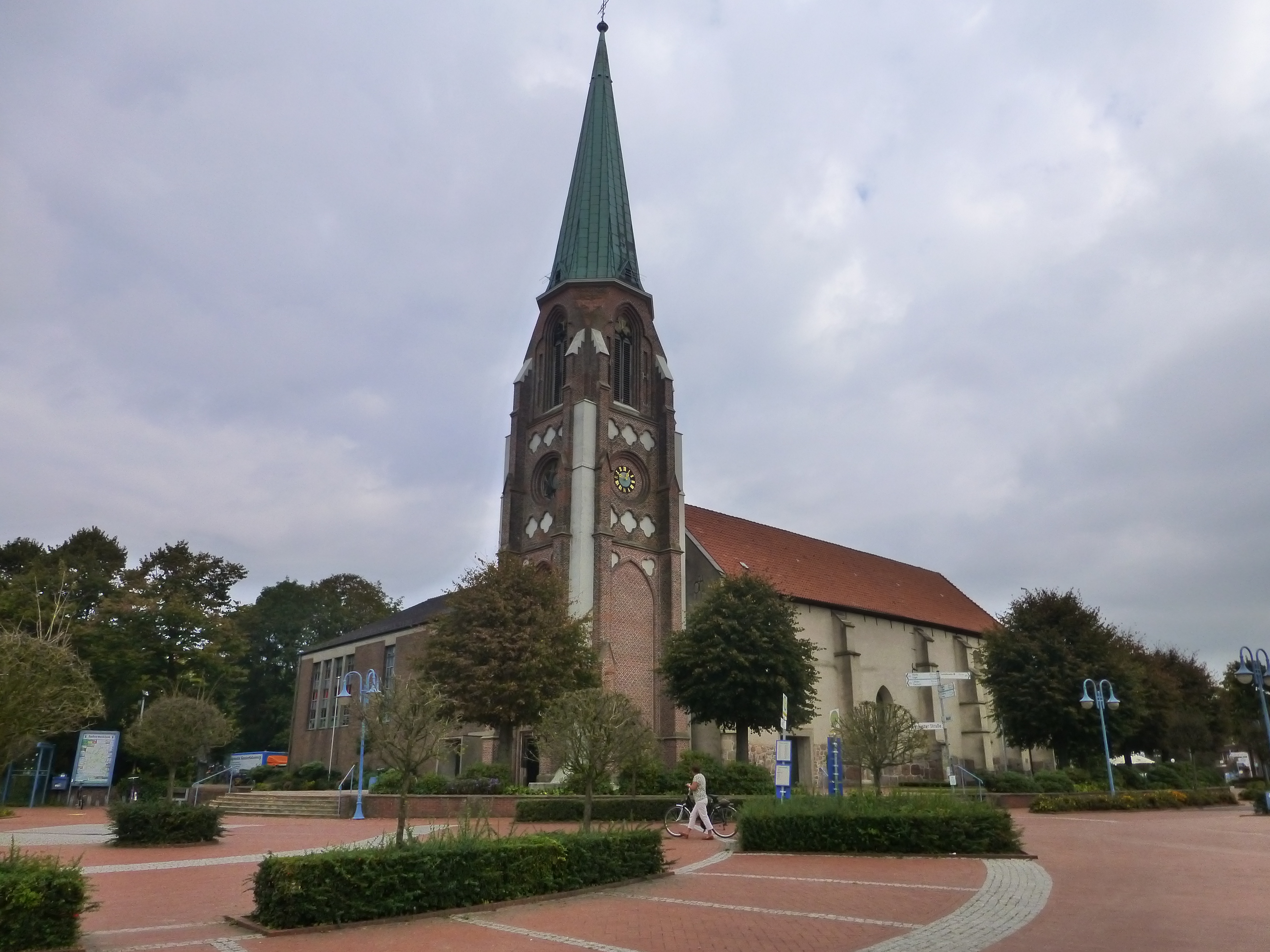
St.-Nikolaus-Kirche

Die römisch-katholische St.-Nikolaus-Kirche steht in Herzlake, einer Gemeinde im Landkreis Emsland in Niedersachsen. Sie gehört zum Dekanat Emsland-Mitte im Bistum Osnabrück.

## Beschreibung
Die erste Kirche wurde um 1200 als Wehrkirche gebaut. Aus dieser Zeit stammt ein Teil des Mauerwerks aus Raseneisenstein und Bruchsteinen der im 13. Jahrhundert erbauten niedrigen Saalkirche. In spätgotischer Zeit wurde das Langhaus erhöht und zweimal nach Osten verlängert und mit einem Chor versehen, der einen dreiseitigen Abschluss und dreiteilige Maßwerkfenster hat. Die Wände des Langhauses wurden zwar von Strebepfeilern gestützt, dennoch musste 1802 das Sterngewölbe, das auf Diensten mit Konsolen stand, abgebrochen und durch ein Muldengewölbe ersetzt werden. Zwischen 1880 und 1885 wurde der Wehrturm durch einen neugotischen Kirchturm ersetzt. Von 1966 bis 1968 wurde das Gebäude nach Norden durch einen großen Anbau vergrößert. Bei der Renovierung 2011/2012 wurde eine Glaswand zwischen den beiden Gebäudeteilen eingebaut, um einen geschlossenen Gottesdienstraum zu schaffen.
Zur Kirchenausstattung gehört ein Hochaltar von 1710, in der Art, wie ihn Thomas Simon Jöllemann gebaut hätte. Die Pietà, die Kommunionbank und die Beichtstühle aus der ersten Hälfte des 18. Jahrhunderts sind in der gleichen Art. Das Taufbecken in Kelchform ist bereits um 1200 entstanden. Ein Sakramentshaus wurde im 15. Jahrhundert gebaut.
In der alten Kirche steht eine 1890 gebaute Orgel. 1972 wurde eine von Alfred Führer gebaute Orgel erworben.